# Скат Мацубары
Скат Мацубары (лат. Bathyraja matsubarai) — широкобореальный батибентальный вид хрящевых рыб рода глубоководных скатов семейства Arhynchobatidae отряда скатообразных. Обитают в северной части Тихого океана между 59° с. ш. и 51° с. ш. Встречаются на глубине до 1193 м. Их крупные, уплощённые грудные плавники образуют округлый диск с треугольным рылом. Максимальная зарегистрированная длина 126 см. Откладывают яйца. Рацион состоит из беспозвоночных и костистых рыб. Представляют незначительный интерес для коммерческого промысла.

## Таксономия
Впервые вид был научно описан в 1952 году. Вид назван в честь ихтиолога Киомацу Мацубары. Голотип представляет собой взрослого самца с диском шириной 63,3 см, пойманного у берегов Хоккайдо (41°30′ с. ш. 143°15′ в. д.) на глубине 800 м. Паратипы: неполовозрелые самки длиной 49 и 74 см, найденные на рыбном рынке Хоккайдо. Популяции Берингова моря и тихоокеанского побережья северных Курильских островов с непрерывным рядом срединных туловищных шипов иногда относят к самостоятельному виду Bathyraja lindbergi. В некоторых источниках виды Bathyraja caeluronigricans и  Bathyraja matsubarai указаны как синонимы.

## Ареал
Эти скаты обитают в северной части Тихого океана от юга Охотского моря и побережья южных Курильских островов до Наваринского подводного каньона и Командоро-Алеутской островной дуги до западной части Аляски. Эти скаты распространены в водах Японии и России У средних Курильских островов и Командорских островов отсутствуют. Встречаются на глубине от 120 до 2000 м, преимущественно между 550 и 1300 м, по другим данным 500—1200 м. В пределах нижней бентали отмечено 46,7 % особей, а верхней 43,7 % относительной численности, на основании чего вид может быть отнесен к батибентальному. Ниже 700 м отмечено 22,4 % особей. Скаты Мацубары — наиболее теплолюбивые среди глубоководных скатов своего ареала, они встречаются при температуре до 5,5°С. У них наблюдается два диапазона повышенной численности:  1,0–2,0 °C (25,2 %) и 2,5–3,5°С (46,4 %).

## Описание
Широкие и плоские грудные плавники этих скатов образуют ромбический диск с широким треугольным рылом и закруглёнными краями. На вентральной стороне диска расположены 5 жаберных щелей, ноздри и рот. На хвосте имеются латеральные складки, тянущиеся от его середины. У этих скатов 2 редуцированных спинных плавника и редуцированный хвостовой плавник. Длина хвоста превышает длину диска. Рыло тупое, широкое, образует угол более 90°. Расстояние между ноздрями примерно в равно расстоянию от кончика рыла до ноздрей. Межглазничное пространство составляет около 20 % длины головы (до заднего края жаберной камеры). Хвост полностью покрыт шипами, разделёнными равными интервалами. Лопаточные шипы отсутствуют. Вдоль диска и хвоста пролегает срединный ряд шипов, который имеет разрыв.
Дорсальная поверхность диска ровного тёмно-серого или серо-коричневого цвета. Вентральная сторона диска однотонная, немного светлее дорсальной. Область вокруг рта, клоаки, и передние края грудных плавников беловатые.
Максимальная зарегистрированная длина 126 см, а вес 10,6 кг. В траловых уловах обычно попадаются особи с длиной тела в среднем 60—100 см и массой 1,7—6,5 кг.

## Биология
Эмбрионы питаются исключительно желтком. Эти скаты откладывают яйца, заключённые в роговую капсулу с твёрдыми «рожками» на концах. Поверхность капсулы покрыта мелкими шипиками с маленькими упругими щетинками на вершине и покрыты жесткими волокнистыми волосками. Задние «рожки» длиннее, чем ширина капсулы. Стенки капсулы имеют толщину около 0,2 мм (без учета шипиков).  Длина капсулы составляет около 10,9—11,3 см, а ширина 6,5—6,7 см. Продолжительность жизни оценивается в 15—16 лет.
Самцы и самки достигают половой зрелости при длине 82,1—108 см и 88,6—104,8 см в возрасте 6—7 и 6—8 лет соответственно.
Эти скаты — хищники, их рацион в основном состоит ракообразных и в меньшей степени из рыб. Взрослые особи охотятся на крабов-стригунов, раков-отшельников и креветок, командорских кальмаров и осьминогов, а также на рыб (минтай, северный однопёрый терпуг, пепельный макрурус, бычки, морские слизни). Они способны питаться отходами с рыбоперерабатывающих судов. Преследуя свою жертву, эти скаты поднимаются в толщу воды и при необходимости довольно быстро плавают. Поскольку рот у скатов расположен на вентральной поверхности тела, охотясь за рыбами или кальмарами, они сначала наплывают на свою жертву, затем прижимают её ко дну и заглатывают.

## Взаимодействие с человеком
Эти скаты не являются объектом целевого лова. Попадаются в качестве прилова при глубоководном промысле морских окуней и палтусов с помощью донных ярусов и тралов. В настоящее время отечественная рыбная промышленность практически не использует скатов, тогда как в Японии и в странах Юго-Восточной Азии они служат объектами специализированного промысла. Крупная печень годится для получения жира, который, менее богат витаминами, по сравнению с жиром акульей печени. «Крылья» используются в пищу в свежем и сушеном виде. Мясо пригодно для производства сурими. Численность глубоководных скатов в прикамчатских водах достаточно велика. Наиболее эффективным орудием их промысла считаются донные яруса. Согласно данным учѐтных траловых съѐмок в прикамчатских водах (1990—2000 гг) биомасса скатов рода Bathyraja составляет суммарно 118—120 тыс. тонн. При коэффициенте изъятия в 20 %, величина их потенциального вылова оценивается в 20 тыс. тонн. Несмотря на то, что скаты постоянно попадаются в качестве прилова при ярусном, траловом и снюрреводном промысле трески, палтусов и других донных рыб, их ресурсы у берегов Камчатки сегодня используются не полностью. Скатов Мацубары в прикамчатских водах относят к промысловой категории «обычных», поскольку частота встречаемости вида колеблется от 10 до 50 %. Данных для оценки Международным союзом охраны природы охранного статуса вида недостаточно.